# Embriologia
L'embriologia és la branca de la biologia del desenvolupament que estudia els embrions animals i la seva morfogènesi. La formació i el desenvolupament d'un embrió és conegut com a embriogènesi. Es tracta d'una disciplina lligada a l'anatomia i a la histologia.
El desenvolupament d'un embrió s'inicia amb la fecundació, que origina la formació del zigot. Quan finalitza aquest procés, durant el qual es generen totes les principals estructures i òrgans de la criatura, l'embrió passa a anomenar-se fetus.
L'embriologia està envoltada d'una gran controvèrsia en temes com la fecundació in vitro, l'enginyeria genètica i els nadons seleccionats genèticament quasi com un producte de consum.
La teratologia estudia les malformacions congènites de l'embrió.

## Científics
- Josep Maria Domènech Mateu

## Formació
L'embriòleg té un paper fonamental en l'àmbit de l'embriologia clínica, especialment en tractaments com la fertilització in vitro (FIV). Aquest professional es dedica a la manipulació de gàmetes i embrions humans, tècniques de micromanipulació i criopreservació. Existeixen programes de formació dissenyats per preparar embriòlegs en entorns clínics i científics d'alt nivell.